# Paradaemonia castanea
Paradaemonia castanea är en fjärilsart som beskrevs av Rothschild 1907. Paradaemonia castanea ingår i släktet Paradaemonia och familjen påfågelsspinnare. Inga underarter finns listade i Catalogue of Life.